# Conte de la destruction de Riazan
 (avril 2017).
Si vous disposez d'ouvrages ou d'articles de référence ou si vous connaissez des sites web de qualité traitant du thème abordé ici, merci de compléter l'article en donnant les références utiles à sa vérifiabilité et en les liant à la section « Notes et références ».
Le Conte de la destruction de Riazan (russe : Повесть о разорении Рязани Батыем) est un récit dont on connaît des manuscrits datant du XVIe siècle, qui relate la destruction par le Mongol Batu, petit-fils de Gengis Khan, de la ville de Riazan en 1237.